# 老舎茶館
老舎茶館（ろうしゃちゃかん、簡体字: 老舍茶馆）とは、中国北京市前門大街にある茶館（お茶屋）。
店名は老舎の『茶館』（1957年に発表）に由来する。
お茶を飲みながら京劇、川劇（変臉）、漫才（相声）、民族演奏や北京の伝統曲芸を楽しめる。